# Capel St. Andrew
Capel St. Andrew är en by och en civil parish i distriktet East Suffolk, Suffolk, England. Orten har 77 invånare (2001).